# Västbosnien
Autonoma provinsen Västbosnien (bosniska: Autonomna Pokrajina Zapadna Bosna) var en självstyrande, ej internationellt erkänd, bosniakisk entitet i nordvästra Bosnien-Hercegovina från 1993 till 1995 som stred mot de bosniska regeringsstyrkorna. Huvudstaden och entitetens administrativa centrum låg i Velika Kladuša. Området utropades 1993 först som den autonoma provinsen Västbosnien, av den bosniakiska affärsmannen och politikern Fikret Abdić. Abdić agerade president och tog samtidigt avstånd från Bosnien-Hercegovinas officiella regeringen i Sarajevo som leddes av Alija Izetbegović. Västbosnien samarbetade och stöttade sedan 1993 det separatistiska Serbiska republiken Krajina i Kroatien och Republika Srpska i Bosnien. 1994 intogs territoriet av den bosniska armén men ockuperades åter igen samma år och ombildades under namnet republiken Västbosnien. 1995 blev territoriet åter igen intaget av den bosniska regeringsarmén med stöd från den kroatiska regeringsarmén och är sedan dess en del av Federationen Bosnien och Hercegovina. Fikret Abdić flydde efter Västbosniens fall till Kroatien för att söka asyl under Kroatiens president Franjo Tuđman, dock ställdes Abdić inför rätta 2002 i kroatisk domstol och dömdes till 20 år för krigsförbrytelser, men straffet blev senare reducerat till 15 år. Han har fortfarande inte blivit ställd inför rätta av en domstol i Bosnien-Hercegovina för sina handlingar under Bosnienkriget.